# 李儒
李儒（？—？），字文优，袁崧《后汉书》作李孝儒，東漢末期的博士，司隶左馮翊郃阳人。

## 生平
中平二年（185年），郃阳县府吏为了表彰郃阳令曹全功绩，修建《曹全碑》，李儒當時出资五百捐建。現存於西安碑林。
在董卓专政时任弘农王郎中令，董卓死后在李傕军中任职。
據《後漢書·何皇后紀》和《資治通鑒·卷第五十九》記載，190年，初平元年李儒為弘农王郎中令，曾被董卓派去毒死被罷黜帝位的弘農王刘辩。
據《後漢纪·后汉孝献皇帝纪》記載：初平三年（192年），冬十月，李傕举博士李儒为侍中，献帝當時下詔書：“李儒之前擔任弘农王郎中令的時候，迫杀我的兄長，應該加罪。”因此李傕反駁：“這是董卓要的，不是李儒的意思，不可以懲罰无辜。”
此後還有兩處記載，無法確定是李儒所為或李傕之誤植。

## 艺术形象

### 三國演義
在小說《三國演義》中，李儒為董卓女婿和謀士，为董卓所亲信，計謀毒辣而陰險，董卓军中大小事宜均与之参谋。他曾數次向董卓獻策，劝董卓趁乱进京勤王，擢用名流，以收人望，说降吕布，废立皇帝，迁都长安等。后来王允用“美女连环计”离间董卓、吕布，李儒识破此計，劝董卓赐貂蝉给吕布以免中计，但董卓最终没有听从，導致董卓被吕布刺死。董卓被刺殺後，李儒被王允處刑。

### 影视形象
- 中國大陸中央電視台電視劇《三國演義》（1994年）：毕彦君
- 台灣華視電視劇《關公》（1996年）：田平春
- 电视剧《曹操》（1999年）：祝延之
- 电视剧《貂蝉》（2002年）：姚刚
- 中國大陸電視劇《三国》（2010年）：宋重东
- 电视剧《武神赵子龙》（2016年）：巫迪文
- 台灣電視劇 《終極三國》 （2009年） : 林智賢

## 動漫作品
- 火鳳燎原（陳某）、火鳳燎原外傳小說《奉先》（王貽興）:曾和丁原殺害呂布，後失敗丁原死亡、自己亦被流放西涼，在許臨死後重返洛陽[3]。於董卓遷往長安時登場，為董卓屬意之繼承人，和水鏡八奇之一賈詡為義兄弟，與呂布不和，並洞悉呂布圖謀不軌，後被呂布陷害毒殺劉辯而打入天牢，在呂布刺殺董卓時出現並率衆救主，在三營將領面前公佈呂布惡行，後失敗死於張遼劍下。